# 微型摄影术

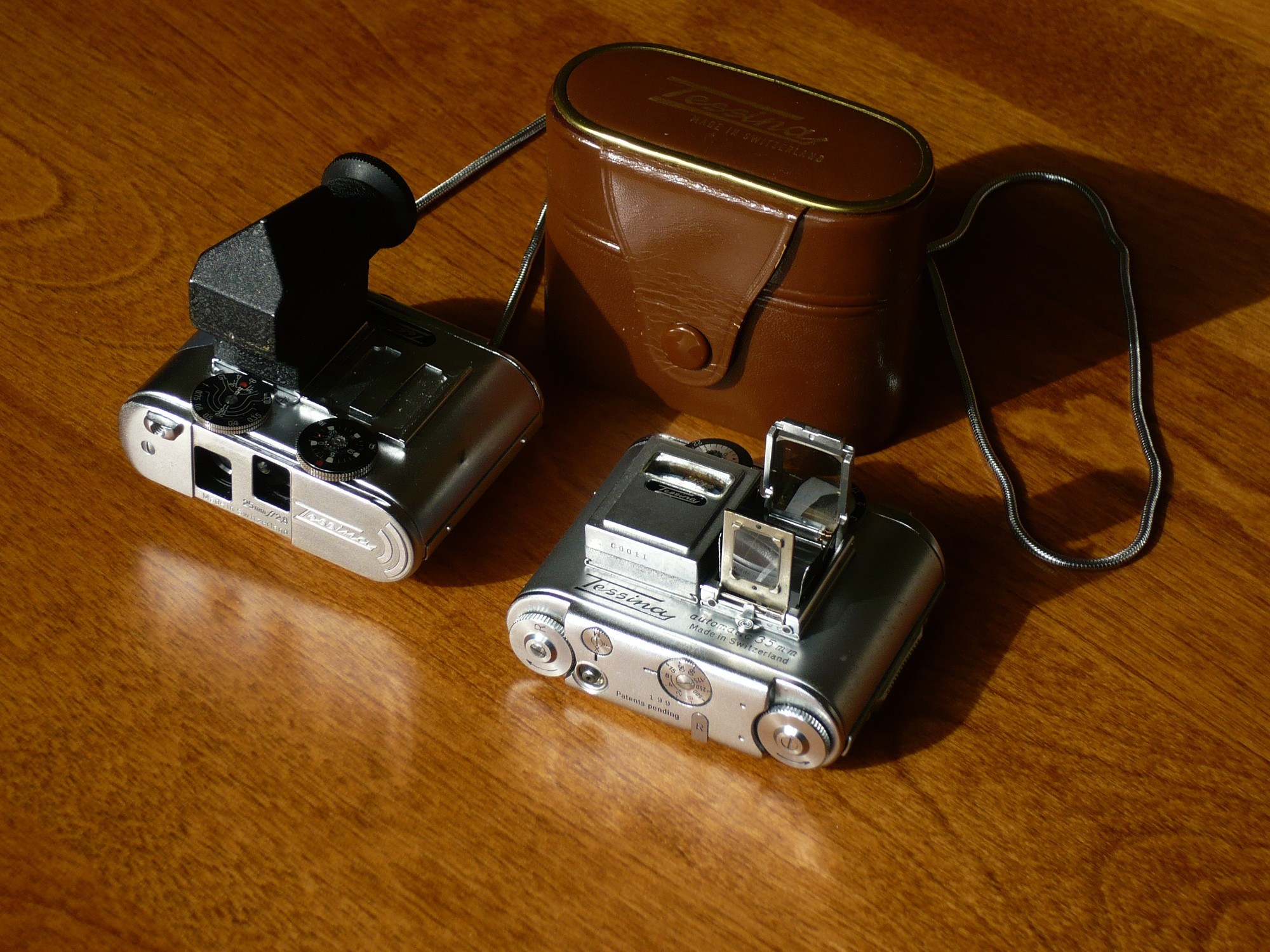
特熙纳35 双镜头反光微型相机

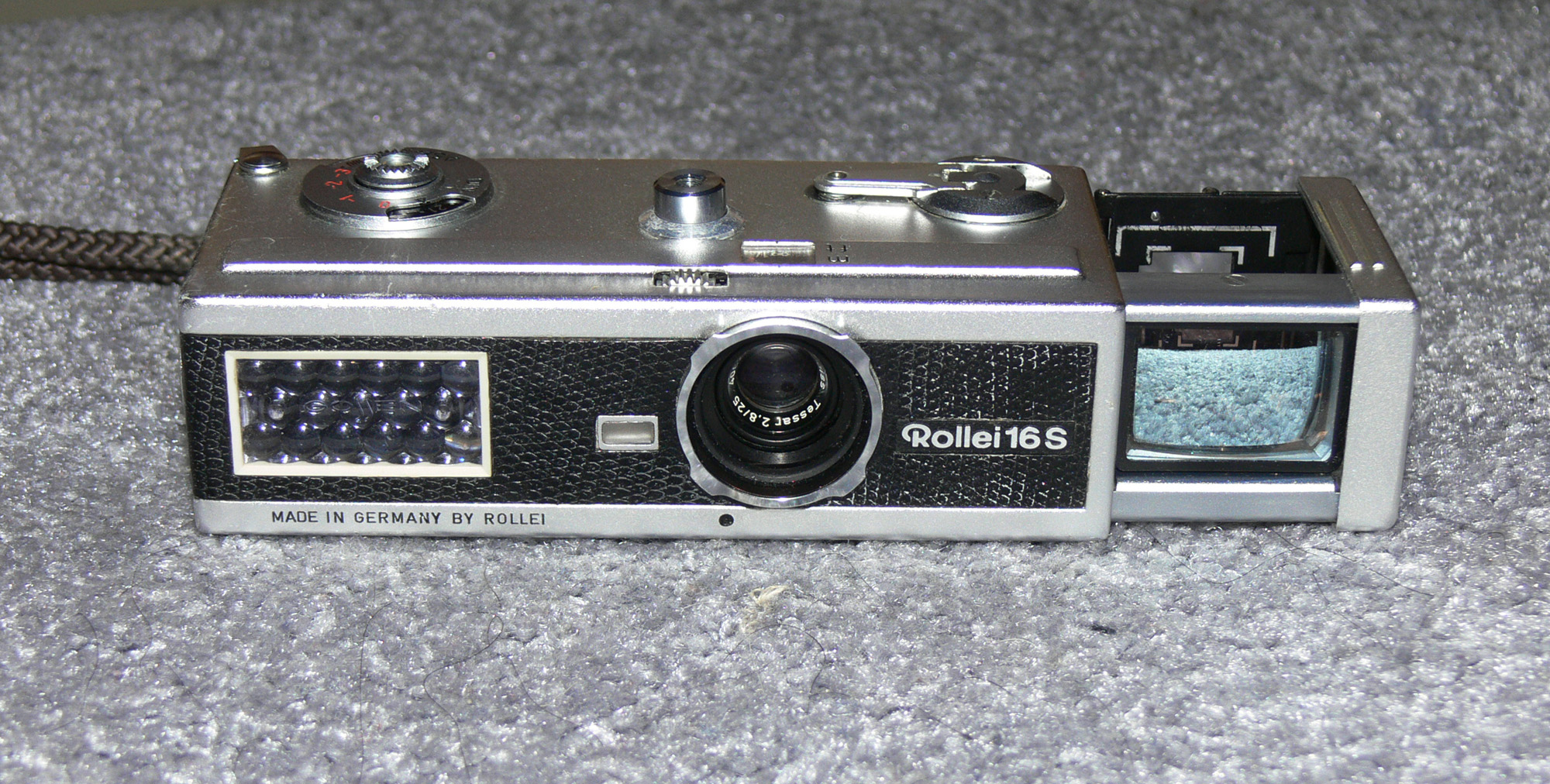
禄莱16S 蛇皮微型相机

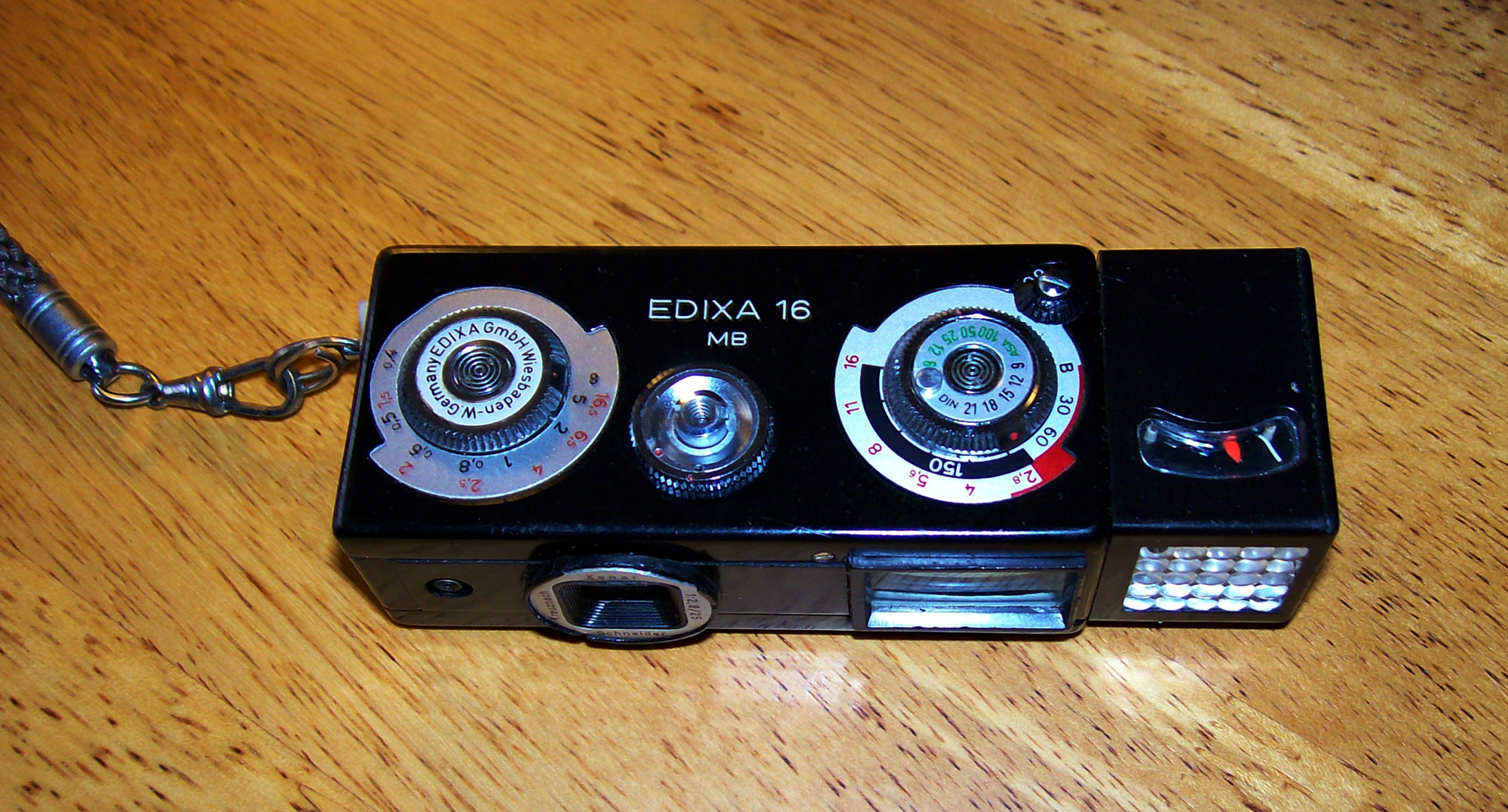
图一：爱迪飒16MB

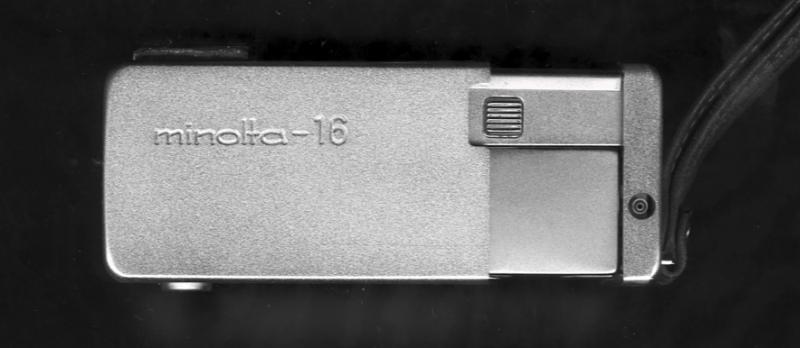
美能达16毫米微型相机

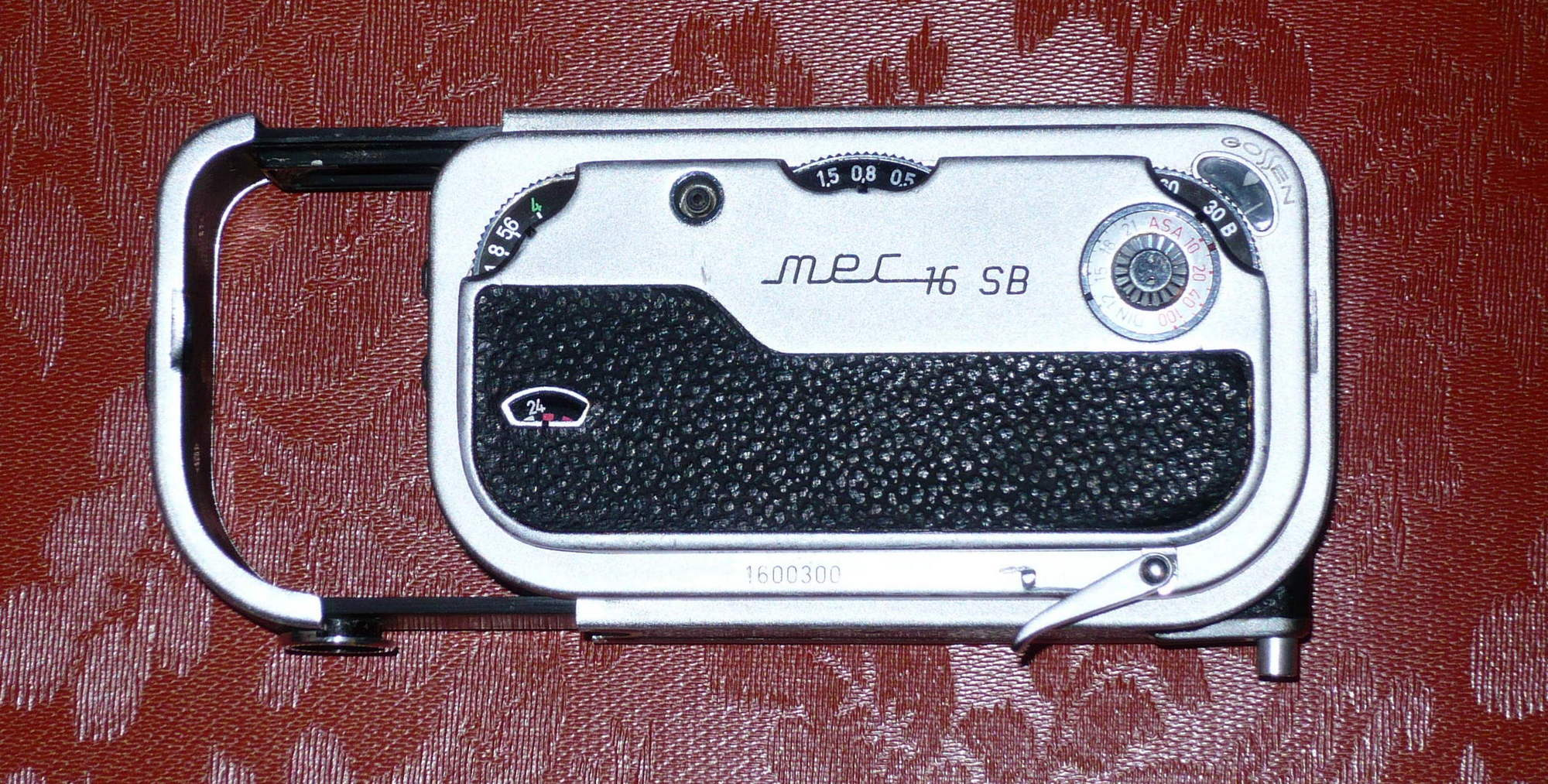
1德国制造的MEC-16 SB 16毫米相机

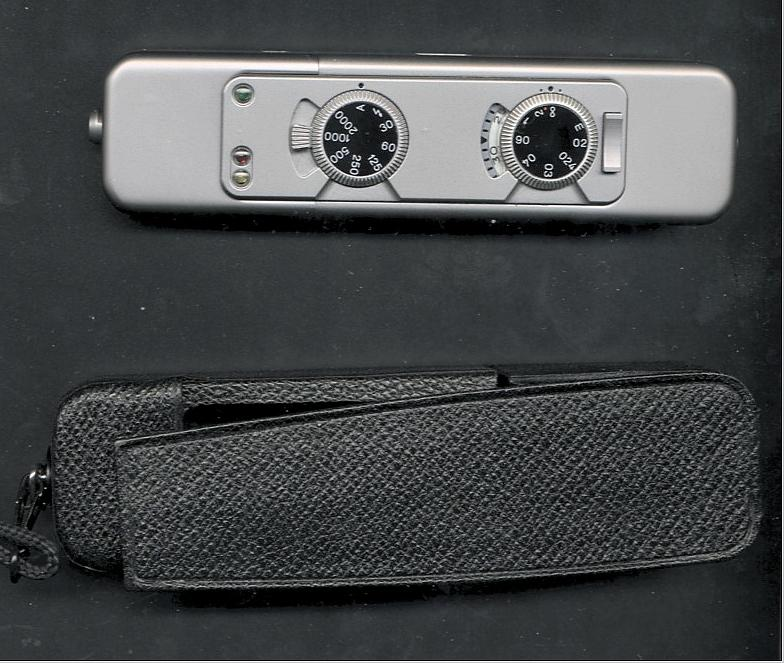
图二：密诺斯 TLX

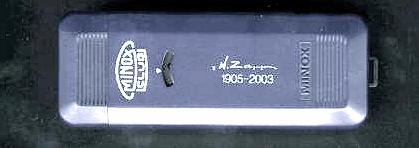
德国密诺斯学会EC

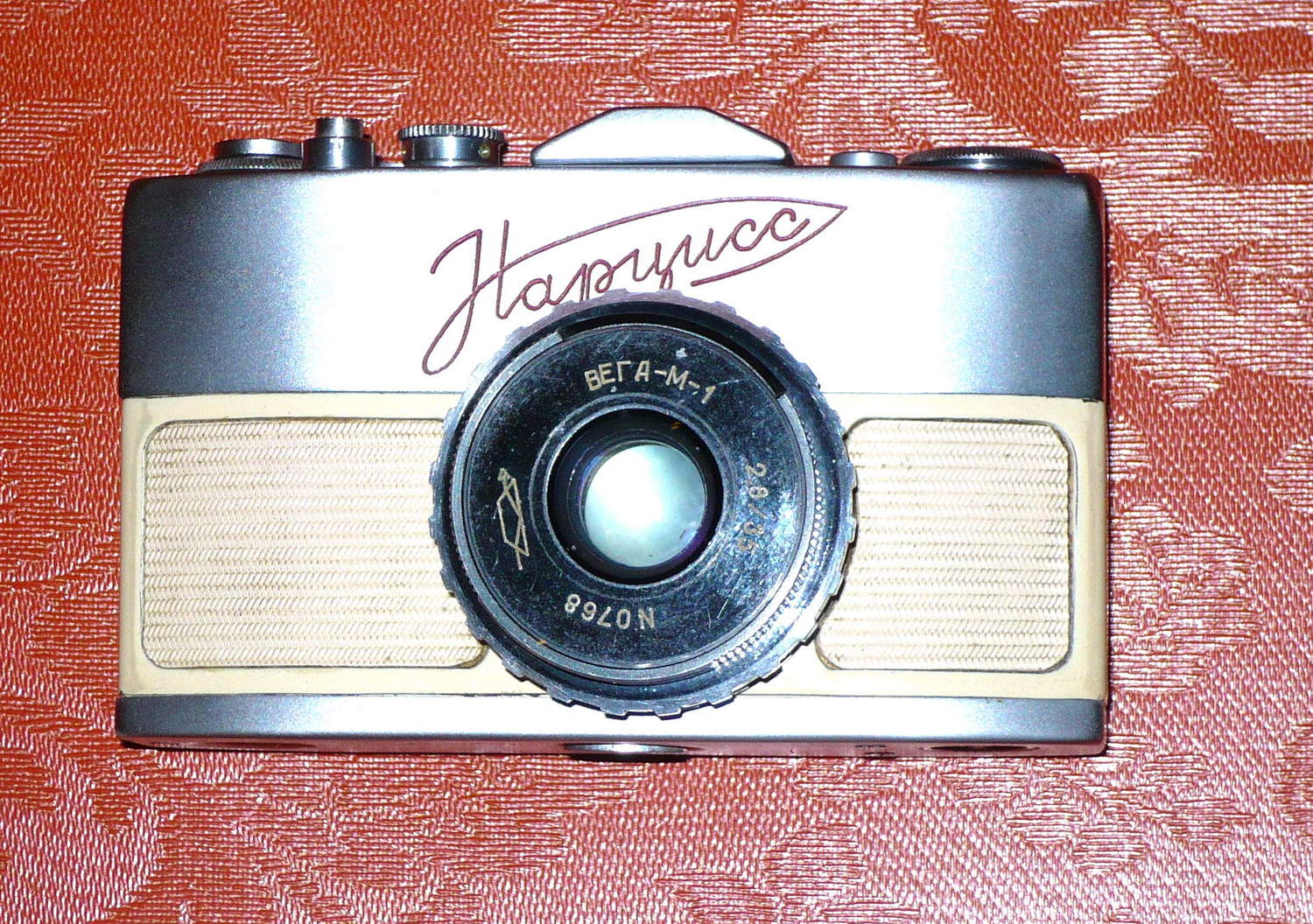
俄罗斯16毫米水仙单反相机

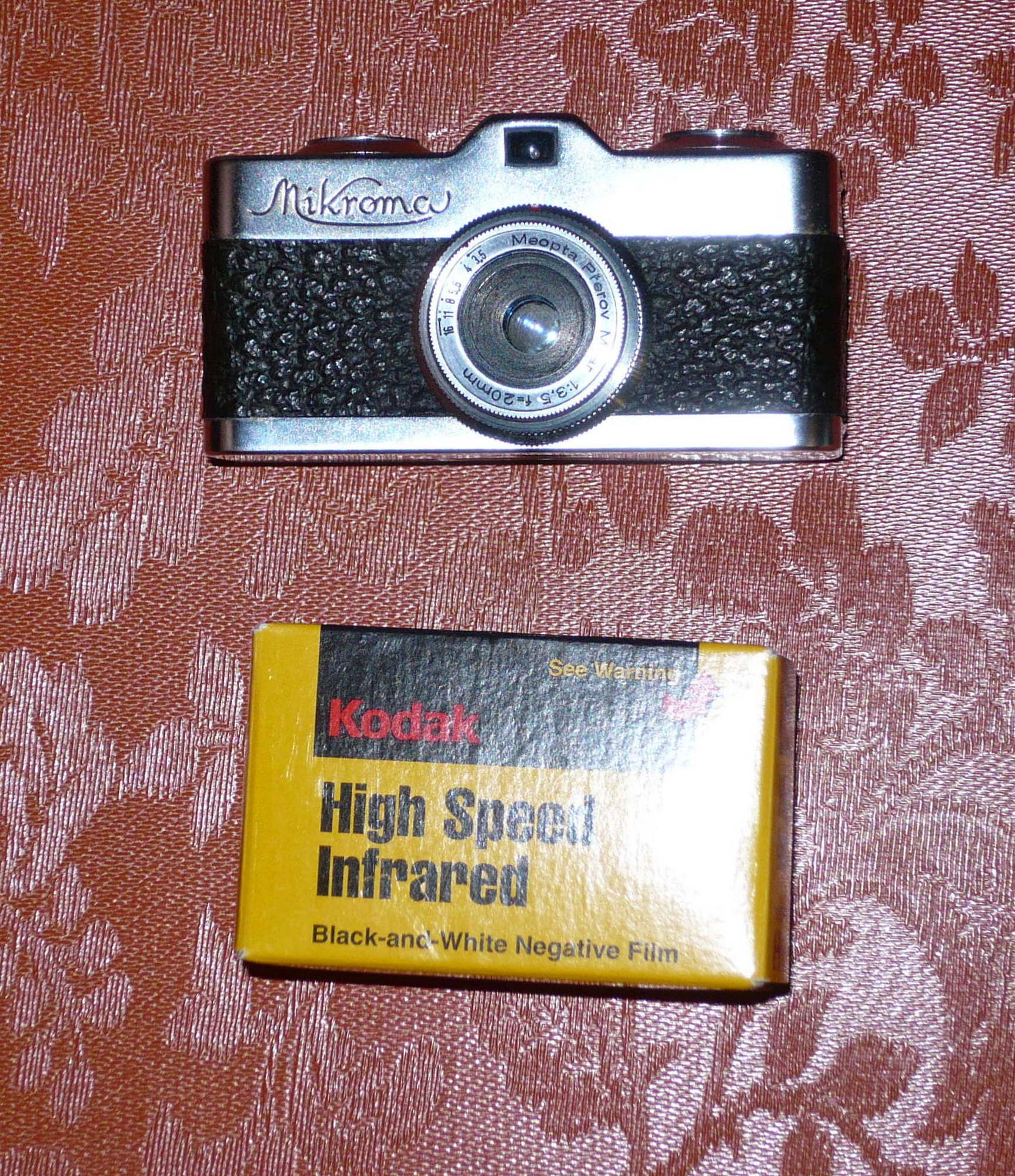
捷克 Mikroma 米克洛玛16毫米微型相机

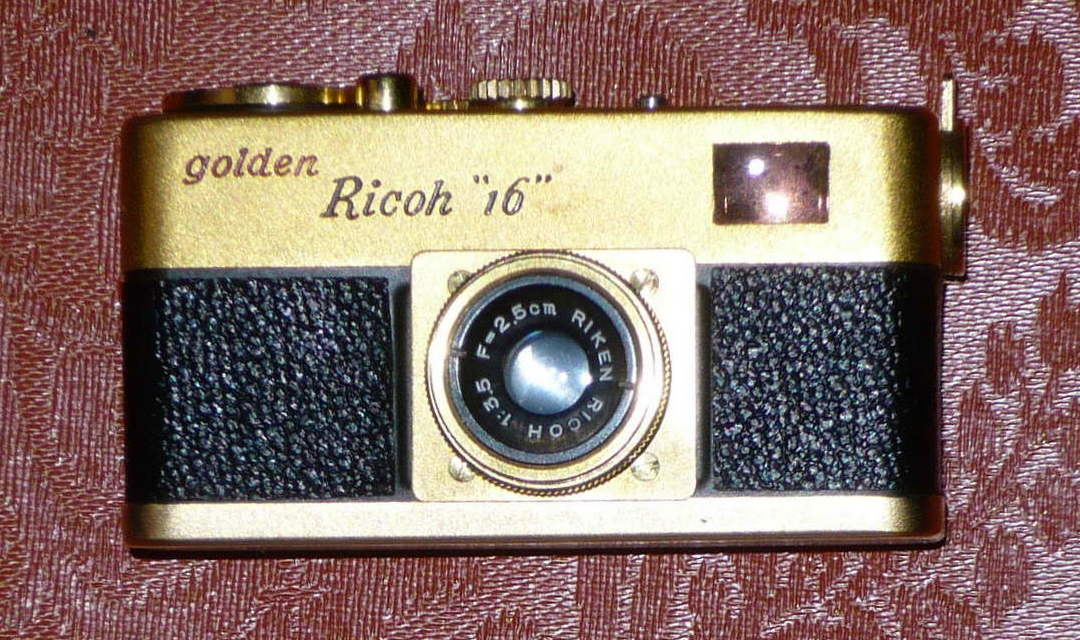
日本Golden Ricoh 16

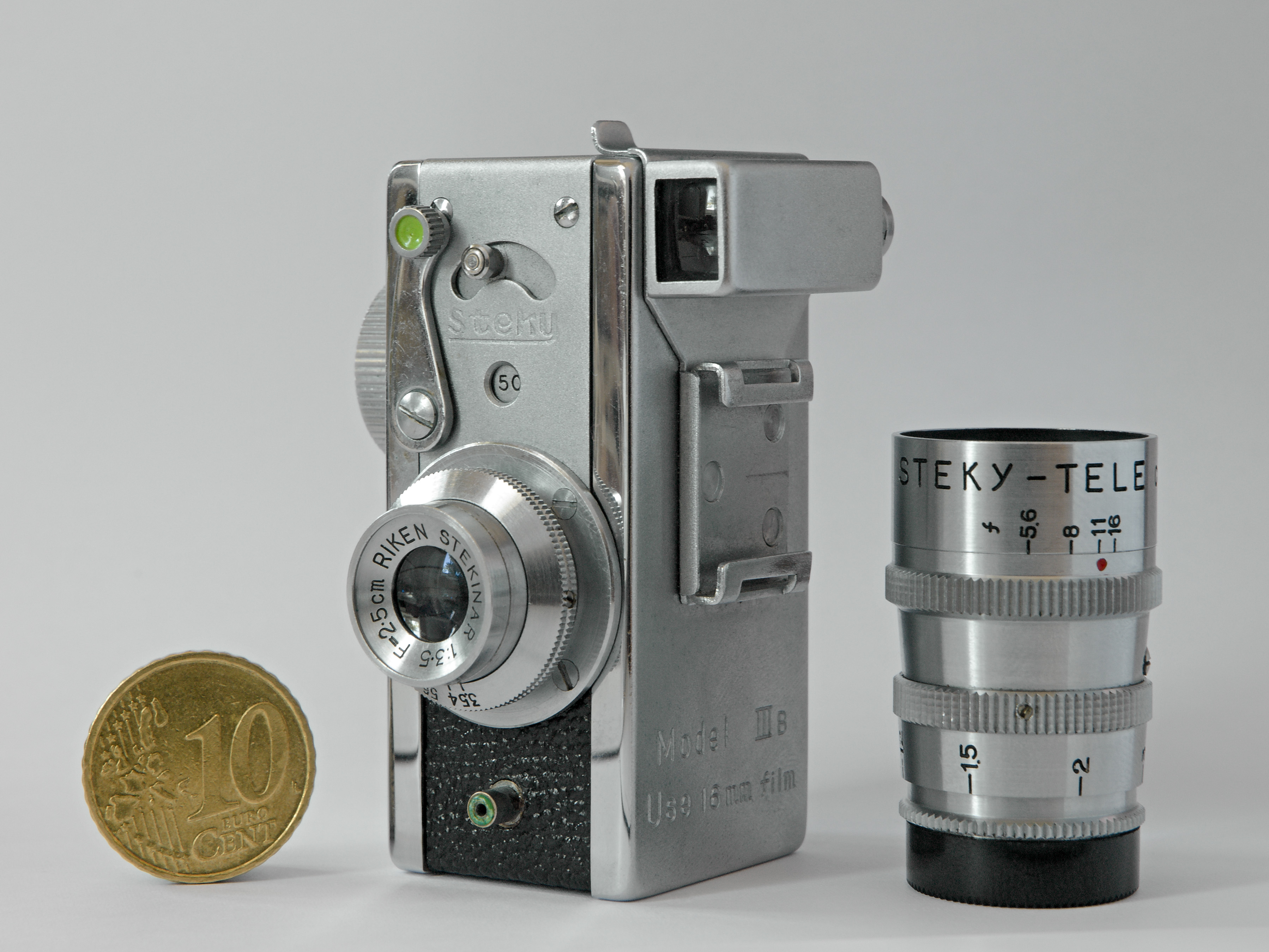
Steky IIIB

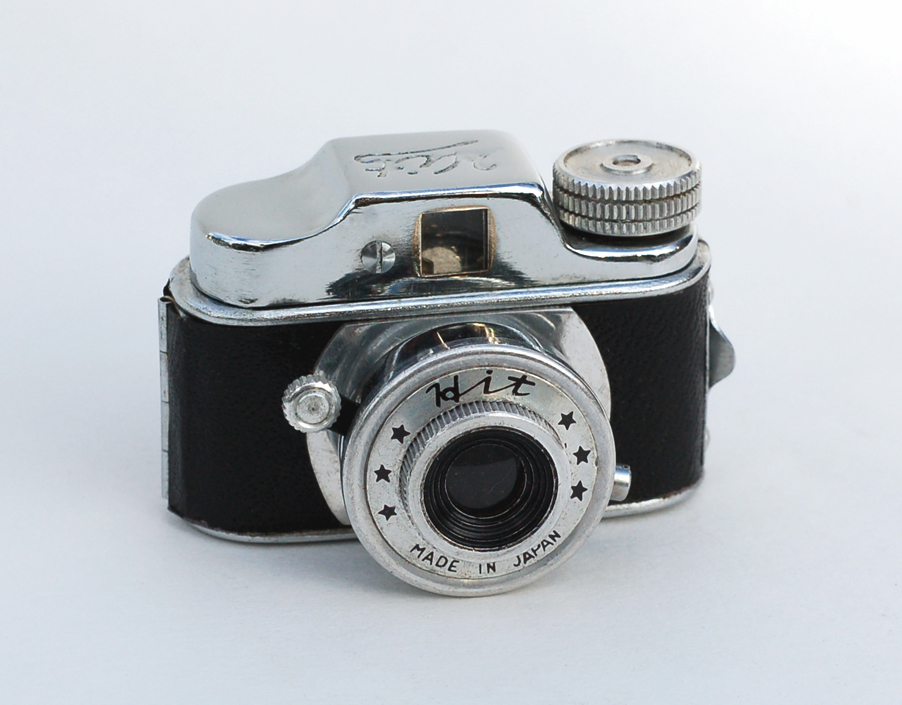
日本Hit微型相机

微型摄影术（英語：Subminiature photography）是用微型相机拍摄相片的技术。微型摄影术以胶卷底片的类别界定，凡底片小于35毫米、大于2毫米直径的摄影术，称为微型摄影术，底片小于2毫米的照像机，称为微点摄影机（microdot camera），其摄影方法与微型摄影术完全不同，另有一套方法称为微点摄影术。
微型摄影家一般指使用16毫米，9.5毫米，或17毫米，17.5毫米胶卷的相机。
微型摄影机素有“间谍摄影机”之称，微型摄影术当然是世界各国特工收集情报的多种方法之一；时至今日，微型摄影术以其不需电池或电池寿命特长，便于在条件艰难的地方、场合运用，仍然是特工爱好的收集情报的一种方法。但微型摄影术并非特工的专利，许多摄影爱好者也喜爱微型摄影术，因为它具有特殊优点，包括极其轻便，可以经常随身携带，而在摄影或冲洗底片时，要求特别严格，富于挑战性，可以培养一丝不苟的习惯，对于35毫米摄影，中幅相机摄影或大幅相机摄影都有帮助。德国、美国、加拿大和日本等国有专门切磋微型摄影术的摄影协会，不乏业余摄影爱好者参加。此外还有更多的收藏家受集各种微型相机，包括其精巧比美珠宝的镀金微型相机。

## 简史
19世纪初叶、英国摄影术发明家威廉·福克斯·塔尔博特发明用纸底片拍摄出25毫米乘25毫米大小的影像，他的照相机大小也只有几英寸，他是世界上第一位成功的微型2摄影术的发明人。
1839年德国慕尼黑大学物理学教授施泰因海尔（Steinheil）已经用达盖尔银版摄影法拍摄大约8×11毫米的照片了，不过达盖尔照相机和达盖尔照相板本身都相当笨重。
1902年瑞士工程师设袋表型微型相机TICKA，使用17.5毫米胶卷，成像16 x22毫米。1921年法国人发明手枪型微型相机。1931年列宁格勒斯科达公司出产火柴盒形微型相机。1932年柏林卡夫坦斯基（Kaftanski）发明16毫米微型相机 Minifex。1937年扎普发明美乐时微型相机。第一次世界大战时开始出现的隐藏在火柴盒、皮鞋跟或手杖中的小型摄影机，主要用于军事和谍报用途。时至今日，精密微型相机仍是世界各国特工的工具之一。

## 种类

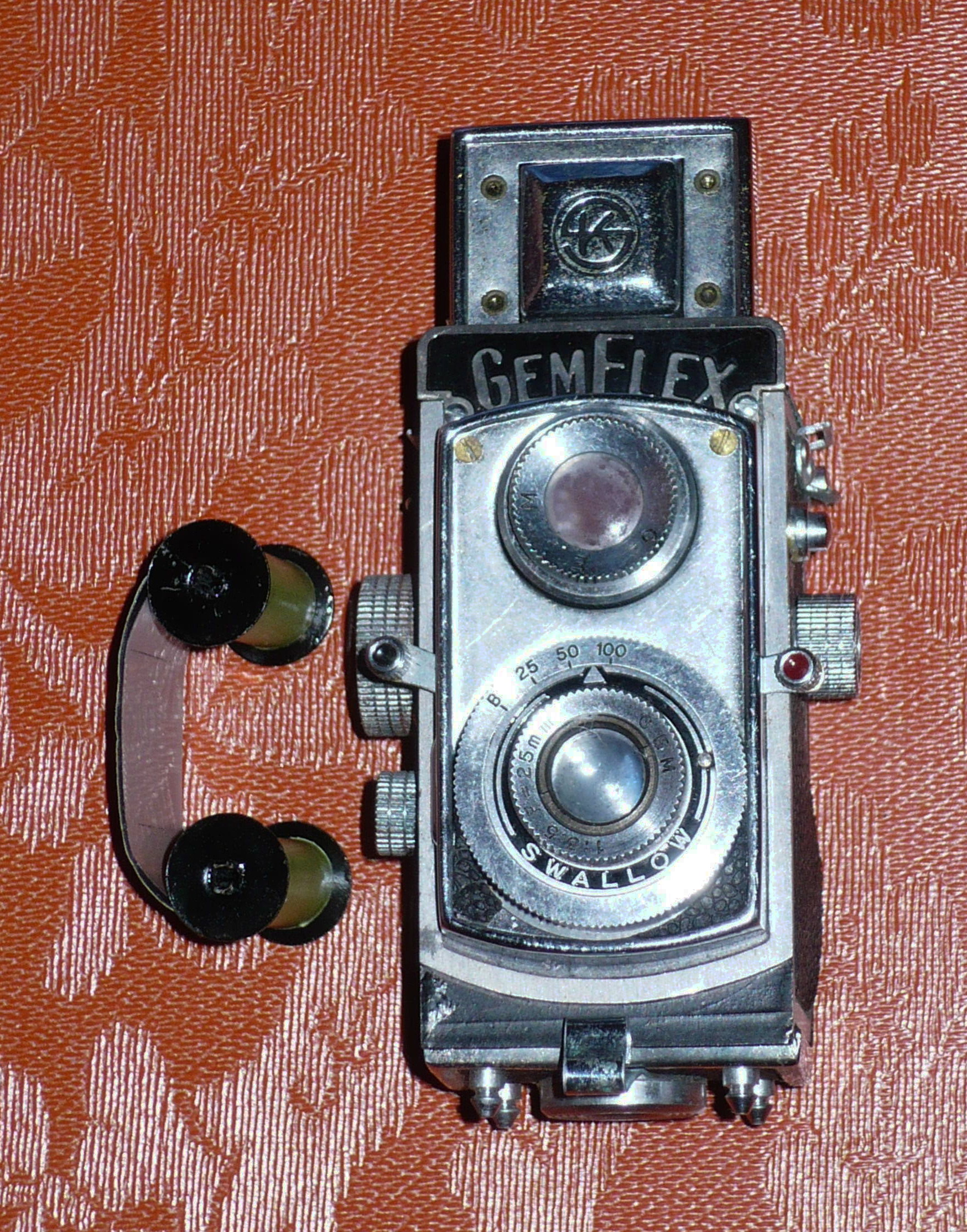
宝石双反相机

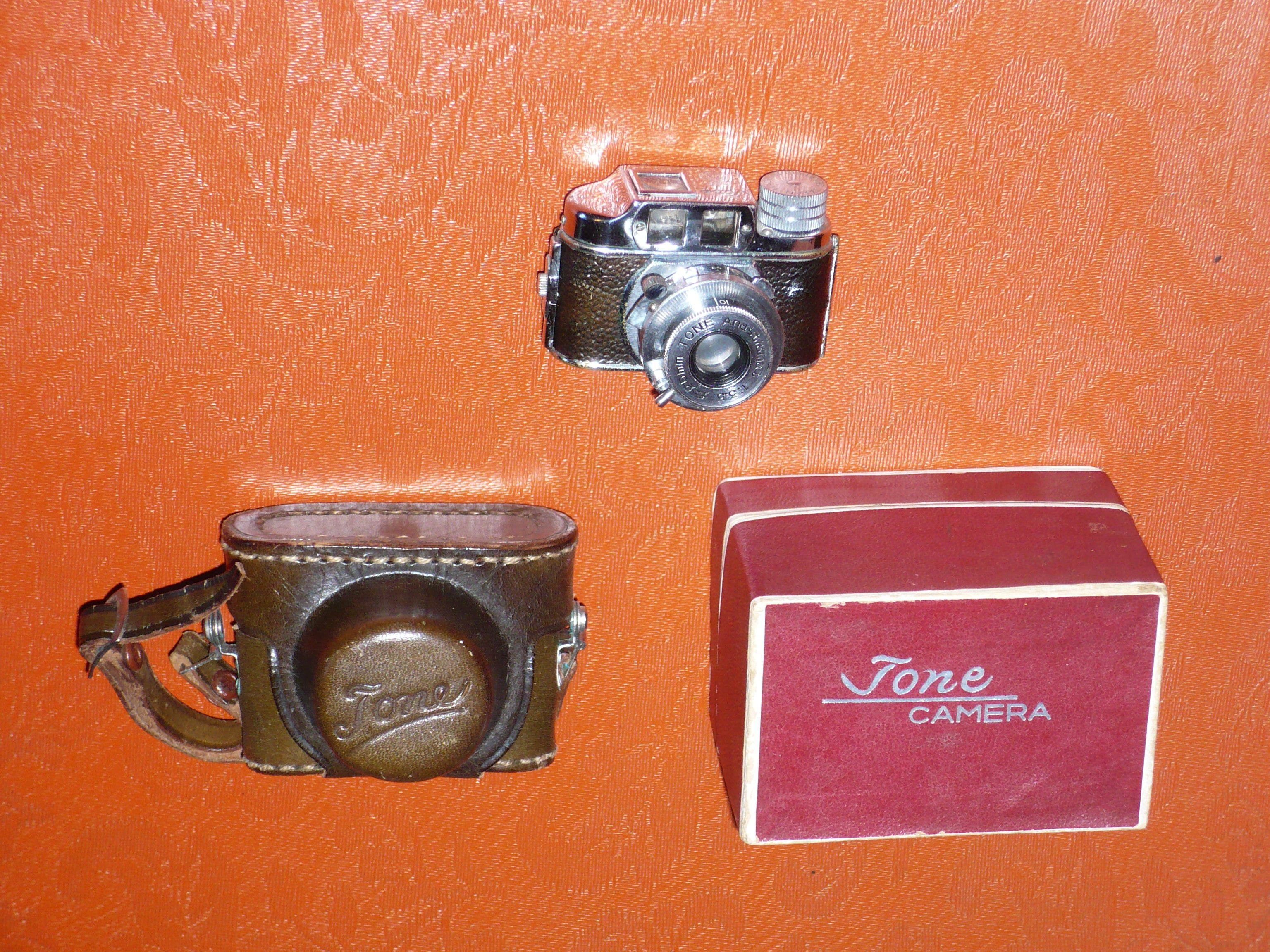
通尼相机 TONE CAMERA

微型相机不下五百余种，种类繁多，主要分以下几类。
17.5毫米HIT微型相机
- - 日本Showa 光学公司50年代出品的 14x14毫米宝石双反相机
  - 日本 14x14毫米 TONE 微型相机通尼相机
  - 日本 14x14毫米 Toyoca-16

16毫米精密微型相机
- - 16毫米单边孔胶卷
    - 意大利斯卡特16毫米相机
    - 捷克造 Meopta Mikroma 米克咯玛 11.5 x 14.7 毫米
    - Cambinox, Mec, Minolta 16, Ricoh 16,Steky III  10x14 毫米

  - 16毫米双边孔胶卷
    - 捷克制 Mikroma米克咯玛  10x14.7 毫米
    - 意大利 Gami 16嘎米16  10 x 17 毫米
    - Minicord III迷你格, stylophot  10 x 10毫米

  - 16毫米无孔胶卷 12 x 17毫米
    - 以意大利Gami 16、德制Rollei 16、爱迪飒16（Edixa 16）、日制 Minolta 16,Mamiya 16 为代表[12]。

  - 16毫米无孔胶卷,13x17毫米像幅：苏联基辅-30微型相机。

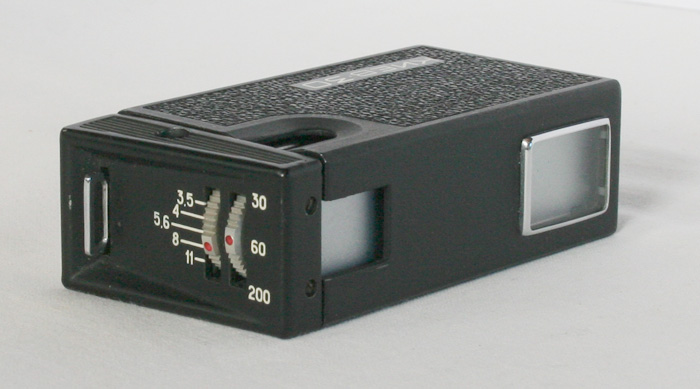
基辅-30

- - 16毫米无孔胶卷,14x21毫米像幅：苏联水仙单反相机微型相机。
- 8×11毫米微型相机，
  - 精密密诺斯又称间谍照相机。1987年美国联邦调查局破获约翰·华尔克（John Walker spy ring）间谍集团。华尔克原为美国海军人员，他秘密前往维也纳，和前苏联克格勃联络，取得数个密诺斯C型微型相机，用此在美国海军基地拍摄一百多万幅军事机密文件，交与克格勃。华尔克间谍案轰动一时。枪杀肯尼迪总统的奥斯华尔德也用它。
  - 特制密诺斯 EC红外线型，配红外线闪光灯，便于秘密拍摄机密文件。
  - TOYKA 58M 领带间谍照像机。俄罗斯特工专用的顶级间谍照相机。由特制胸带套在胸前，隐藏在外套之内，镜头做成大衣钮扣形状，代替大衣上一粒钮扣，上一次发条可拍摄27张照片，从裤袋中操作快门，神不知鬼不觉。[13]。
  - P50 特工手表式微型相机，德国制造。戴在手腕上形如手表，佯装看手表，将监视对象拍摄下来；上一次发条可拍摄4-5张照片。
  - Yashica Atoron
- 8毫米带孔胶卷
  - 日本Echo  6x6毫米
- 110、126 型。70年代柯达出台的110型、126型相机，曾经十分流行，有个别厂家如禄莱、密诺斯、美能达等也出产较高级的110型、126型相机，但由于110、126胶卷暗盒本身的限制，胶卷在相机的像平面难以保持平坦，导致成像质量不理想。
- 其他 5毫米胶卷、4毫米胶卷、3毫米胶卷、1毫米胶卷微型相机。

## 微型相机优点
- 大景深：16毫米微型相机的镜头多数为25毫米，密诺斯镜头的焦距为15毫米，因为焦距短，微型相机相对于35毫米相机而言，有较大的景深，例如密诺斯镜头在 f/3.5的景深相当35毫米照相机50毫米镜头在 f/11的景深。
- 取景方便：微型相机的取景器大而清晰，没有附加框，比莱卡35毫米相机还方便。
- 快捷：用密诺斯或爱迪飒16， 可以每秒拍摄一张照片；密诺斯微型相机用双卡胶卷，无需倒片，换新的胶卷只需2秒。
- 相机小，照片大。密诺斯相机底片如小手指甲大小，爱迪飒16微型相机的底片，小如姆指甲，可以放大到20×30厘米，其质量与高档35毫米照相机的20×30厘米放大照片不相上下。
- 轻便小巧，微型相机的重量在20克至300克之间，体积微小，便于旅行和日常随身携带。下列几种常用微型相机的重量和体积

|   | 微型照相机   | 重量  | 长宽高               | 镜头                  | 光圈     | 快门                  |
| - | ------------ | ----- | -------------------- | --------------------- | -------- | --------------------- |
| 1 | 特熙纳35型   | 153克 | 68 × 52.5 × 24.4毫米 | 25毫米 f/2.8 TESSINON | 2.8 - 22 | 1/2 - 1/500           |
| 2 | KMZ F21      | 180克 | 77×41×55毫米         | 28毫米 f/2.8          | 2.8      | 1/10， 1/30，1/100    |
| 3 | 爱迪飒16     | 200克 | 108×41×33毫米        | 25毫米 f/2.8 XENAR    | 2.8 - 16 | 1/30，1/60， 1/150，B |
| 4 | 禄莱阳16     | 300克 | 110×45×38毫米        | 25毫米 f/2.8 天塞镜头 | 2.8 -22  | 1 - 1/500             |
| 5 | 万能达16     | 170克 | 80×46×24毫米         | 22毫米 f/2.8 ROKKOR   | 2.8 - 16 | B, 1/30 - 1/500       |
| 6 | 密诺斯 B     | 92克  | 97×28×16毫米         | 15毫米 f/3.5 COMPLAN  | 3.5      | B, 1/2 - 1/1000       |
| 7 | 密诺斯 TLX   | 88克  | 108×28×16毫米        | 15毫米 f/3.5 MINOX    | f/3.5    | 15秒 至 1/2000 秒     |
| 8 | 密诺斯 EC    | 20克  | 82.5×30×18毫米       | 15毫米 f/5.6 MINOX    | f/5.6    | 8秒 至 1/500          |
| 9 | 宝石双反相机 | 186克 | 65x45x40毫米         | 25毫米 F3.5 GEM 镜头  | f/3.5    | B,1/25,1/50,1/100     |

- 隐蔽:一些爱好摄影的国家元首、军政要人、社会名流，背着大照相机，太引人注目，有诸多不便；如像已故美国总统艾森豪威尔[14]、肯尼迪[15]，丹麦前国王弗雷德里克九世[16]和英国菲立普亲王[17]一样身怀密诺斯，那就方便的多。
- 恒久性。一些微型相机从出厂至今已有五十至七十余年历史，仍然运作良好。尤其是纯机械的微型相机，如同十七八世纪机械钟表，可以经历二三百年；底片可以保存几十年至一百年余之久。

## 微型相机胶卷
- 经济胶卷

1. 剪裁35毫米长装胶卷，用于特熙纳双镜头反光微型相机，经济又方便。
2. 16毫米胶卷是银行、图书馆作为微型档案底片用，有33.5米、66米装、500米装等长卷。一盘33.5米的16毫米胶卷可以拍摄约1100张照片。[18]
3. 利用胶卷切割器可将一卷36幅35毫米胶卷切割成为4条36幅密诺斯用胶卷，共144幅。

- 昂贵胶卷

德国密诺斯原厂出产的胶卷有
彩色胶卷：
- MINOCOLOR PRO ISO 100 30幅
- MINOCOLOR ISO 100 36幅
- MINOCOLOR ISO 400 36幅

黑白胶卷：
- MINOPAN 25 36幅
- MINOPAN 100 36幅
- MINOPAN 400 36幅

此外日本富士也出产16毫米和9.2毫米微型胶卷。

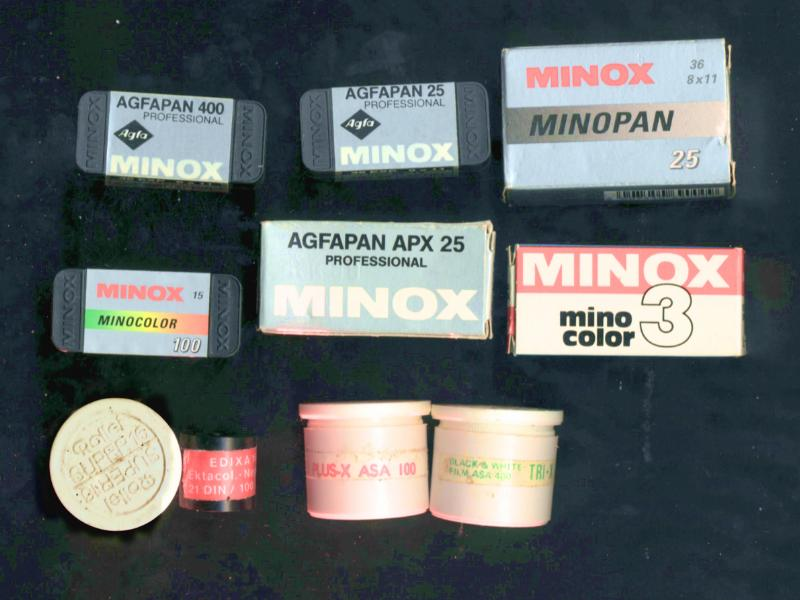
微型相机胶卷
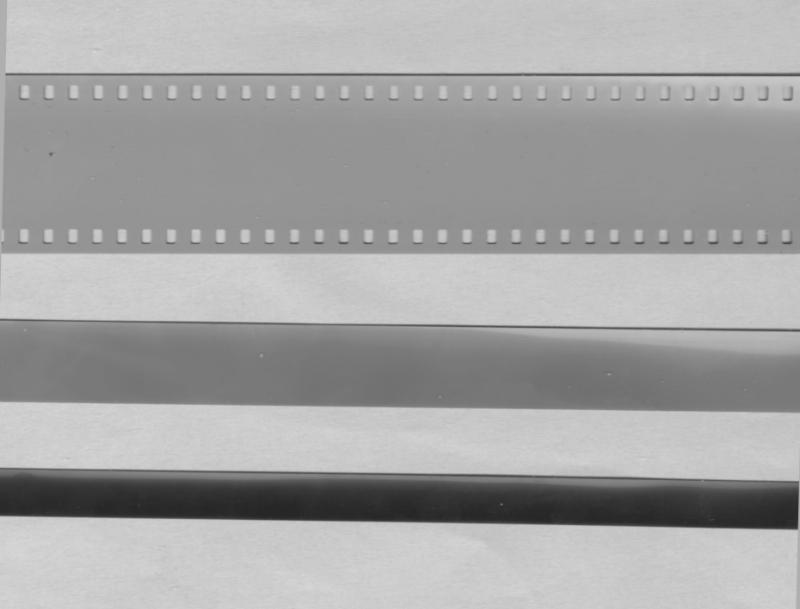
35毫米,16毫米Agfa Copex Rapid, 9.2毫米MINOPAN 25
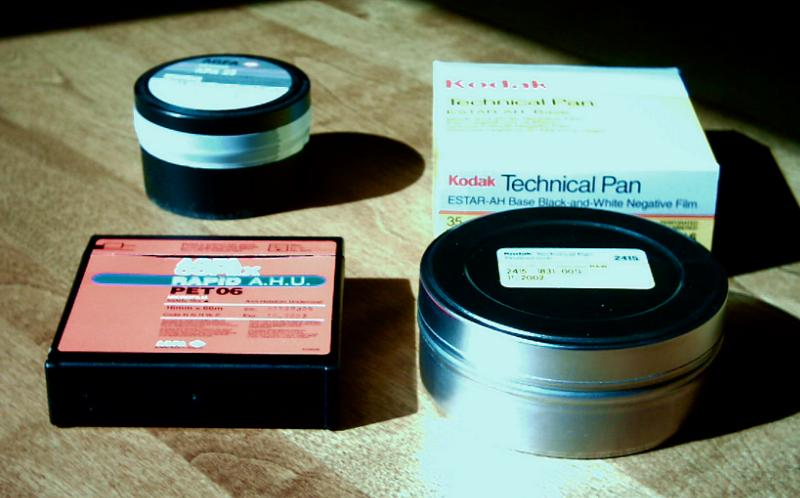
16毫米长装胶卷和可供剪裁成16毫米或9.2毫米胶卷的35毫米长装胶卷
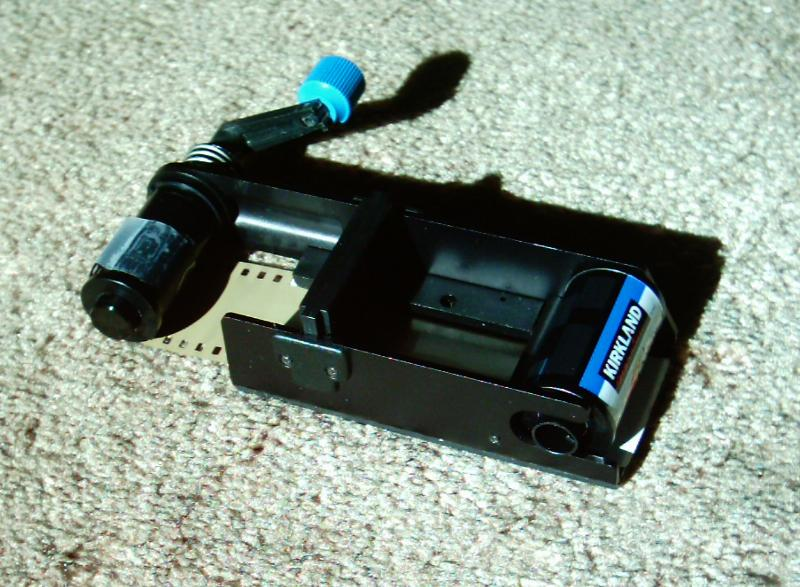
密诺斯胶卷切割器
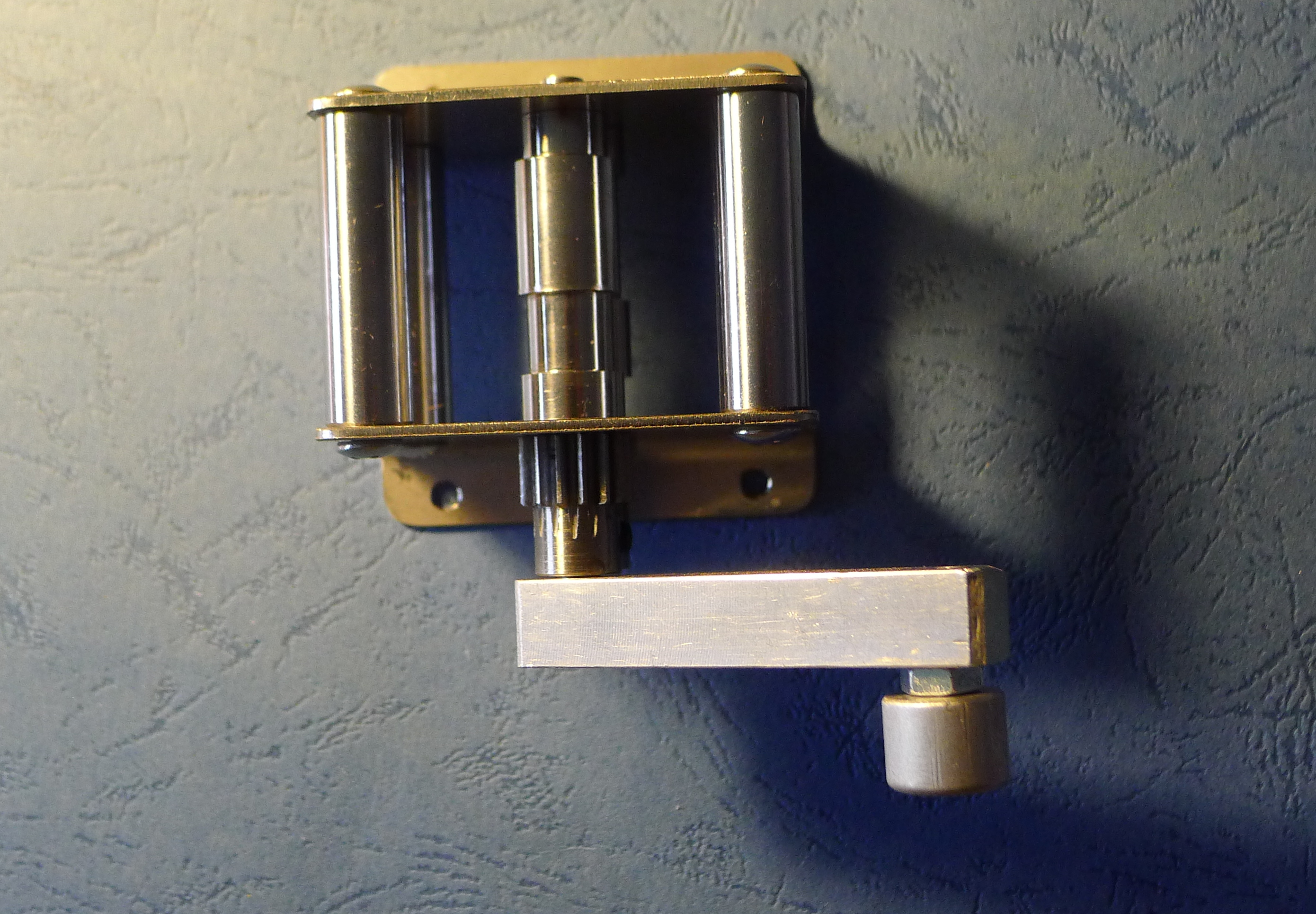
滚轴型胶卷切割器

## 微型摄影技术

### 取景
取景宜简洁，避免多余物体，以便尽量利用有限的底片面积，不宜事后剪裁。一些使用35毫米照相机或中幅照相机的摄影者，专门用微型相机训练取景简约的习惯。

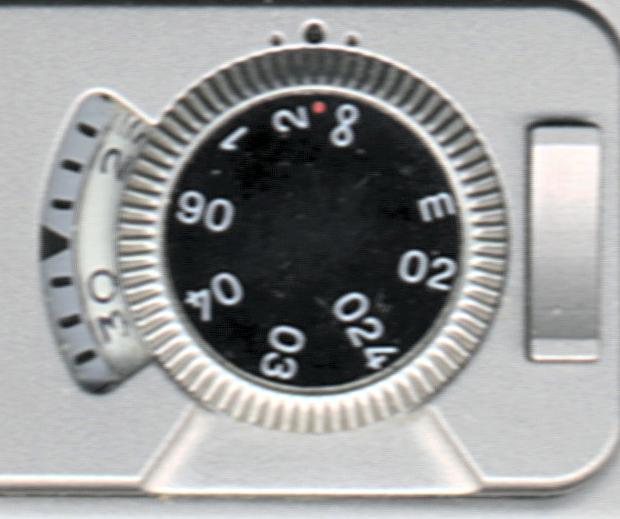
图四
密诺斯 微型相机 红点超焦距摄影术

### 测距
微型相机不同于35毫米单反照相机或数码照相机，既没有测距器也没有自动测距器，全靠摄影者估计距离，并充分利用照相机上的景深表及“红点超焦距摄影术”；如图四所示，将密诺斯TLX的距离盘上用小红点标志的超焦距对准指标，由2米至无穷远的景物都清晰。

### 曝光

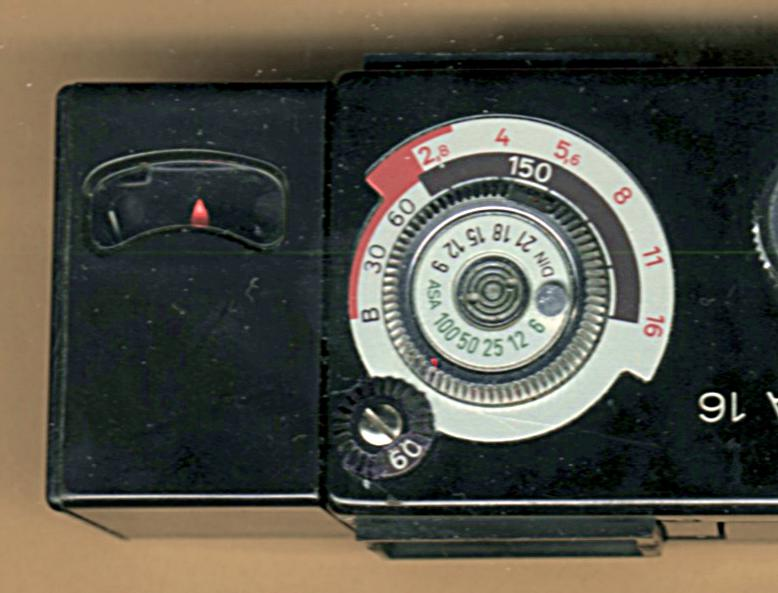
爱迪飒16 曝光計

多数微型相机如Minox B， Minox C, Minox TLX,  Edixa 16M 等都带曝光表。
Minox B，Edixa 16 带快门联动双针重叠式测光表，如图所示为Edixa 16测光表白针是测光表针，转动右边光圈转盘使红针与白针重叠，即是正确的曝光时间。Minox TLX, CLX, EC, ECX 等型号微型相机带全自动曝光表，快门开启的时间由曝光表自动决定。一些不带曝光表的微型照相机，如 Minox IIIs, Minolta 16 等，可以 用阳光16口诀推算。

### 文件拍摄

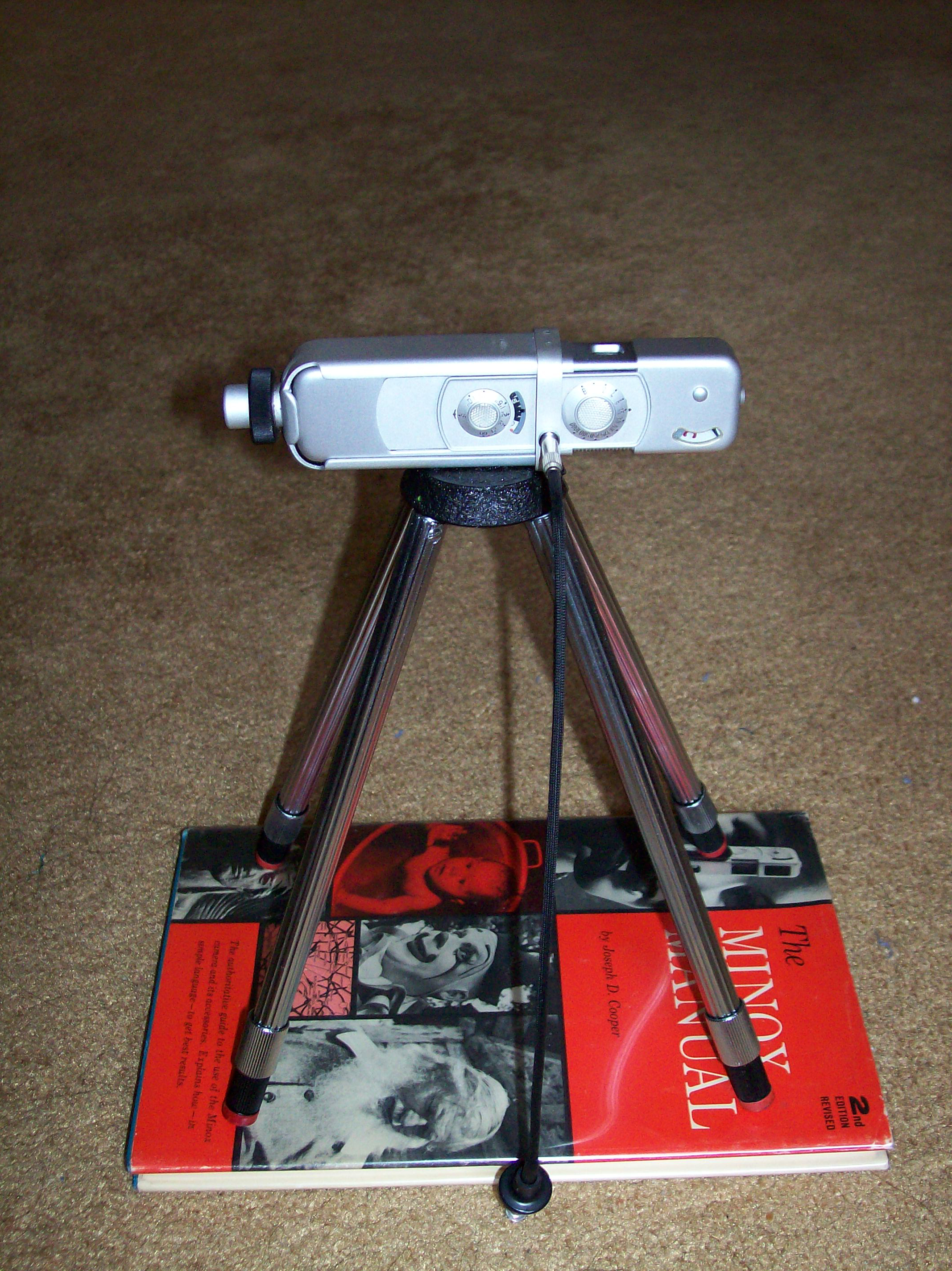
密诺斯文件翻拍架

密诺斯、特熙纳的近距离摄影功能，在文件拍摄方面很有用处。下表是一些微型相机的近距离文件拍摄指南：
|   | 微型照相机       | 最近距离 | 最小文件    |  |
| - | ---------------- | -------- | ----------- |  |
| 1 | 密诺斯 B         | 20厘米   | 10×13.5厘米 |  |
| 2 | 特熙纳35型       | 23厘米   | 11.5×17厘米 |  |
| 3 | 特熙纳 Automatic | 30厘米   | 15.4×23厘米 |  |
| 4 | 爱迪飒16         | 40厘米   | 18×25.5厘米 |  |

### 望远镜摄影

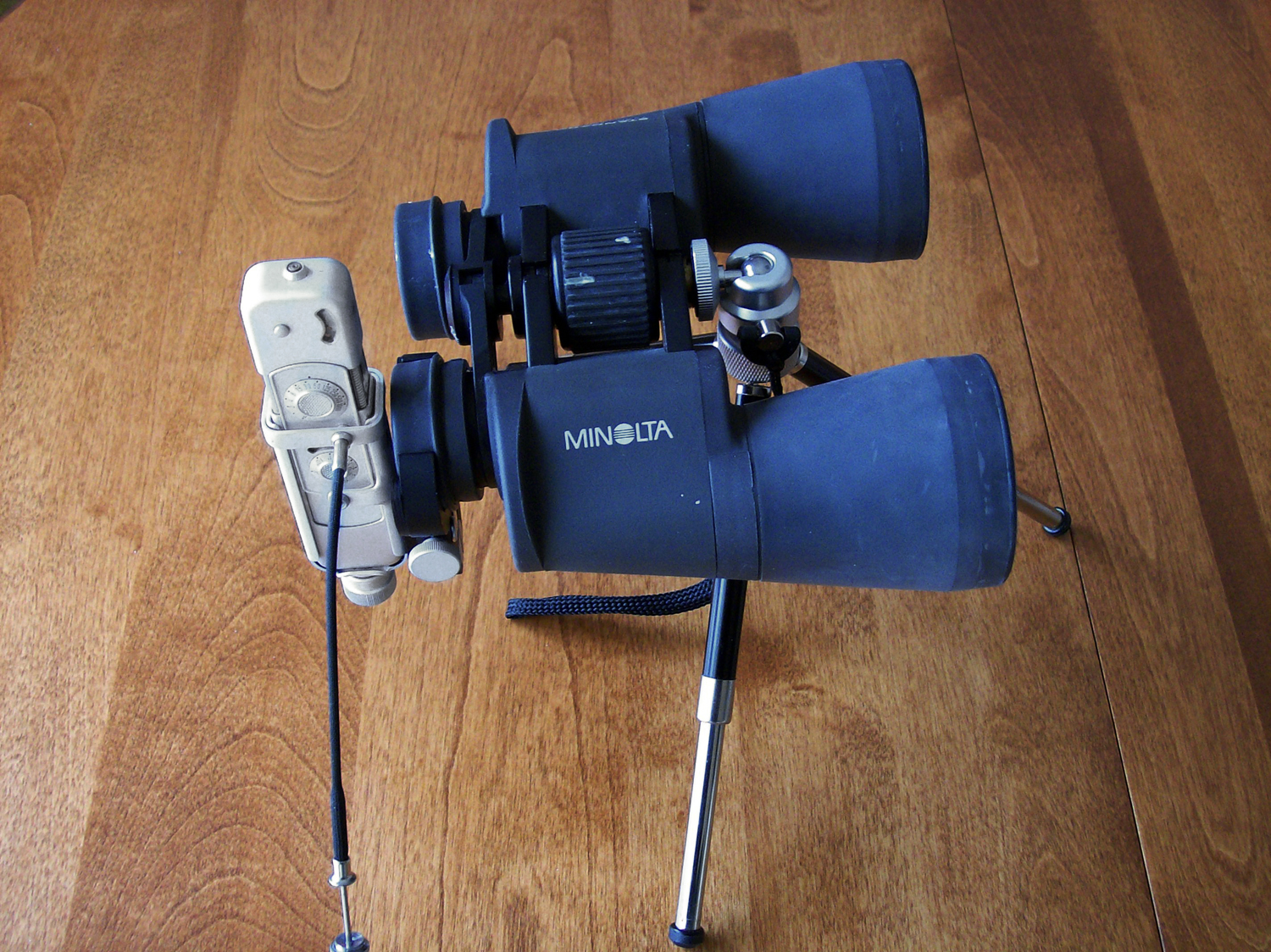
密诺斯望远镜夹将BL夹在双筒望远镜的一个目镜

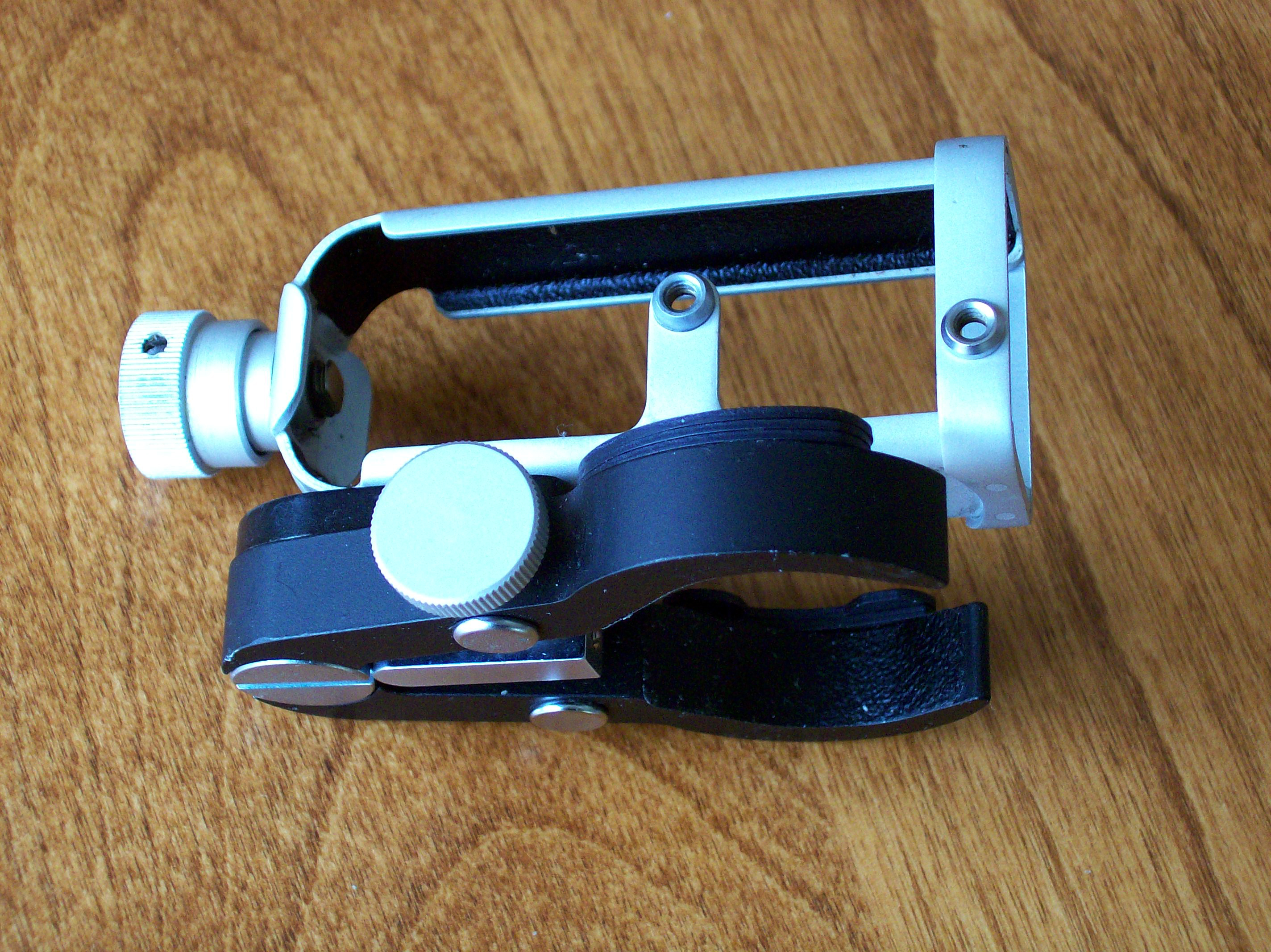
密诺斯望远镜夹

微型相机可以安装在双筒望远镜的一个目镜上，将相机的镜头对焦在无穷远，摄影者通过望远镜的另一目镜对准拍摄对象，即可拍摄远距离的对象。密诺斯有特制的望远镜夹，前端的夹子夹住双筒望远镜的一个目镜。夹口的大小可以通过螺丝钮控制，可以安装在各种双筒、单筒望远镜上。密诺斯的视野相当于35毫米相机50毫米镜头，安装在用8X望远镜上相当于400毫米镜头。

### 显微镜摄影

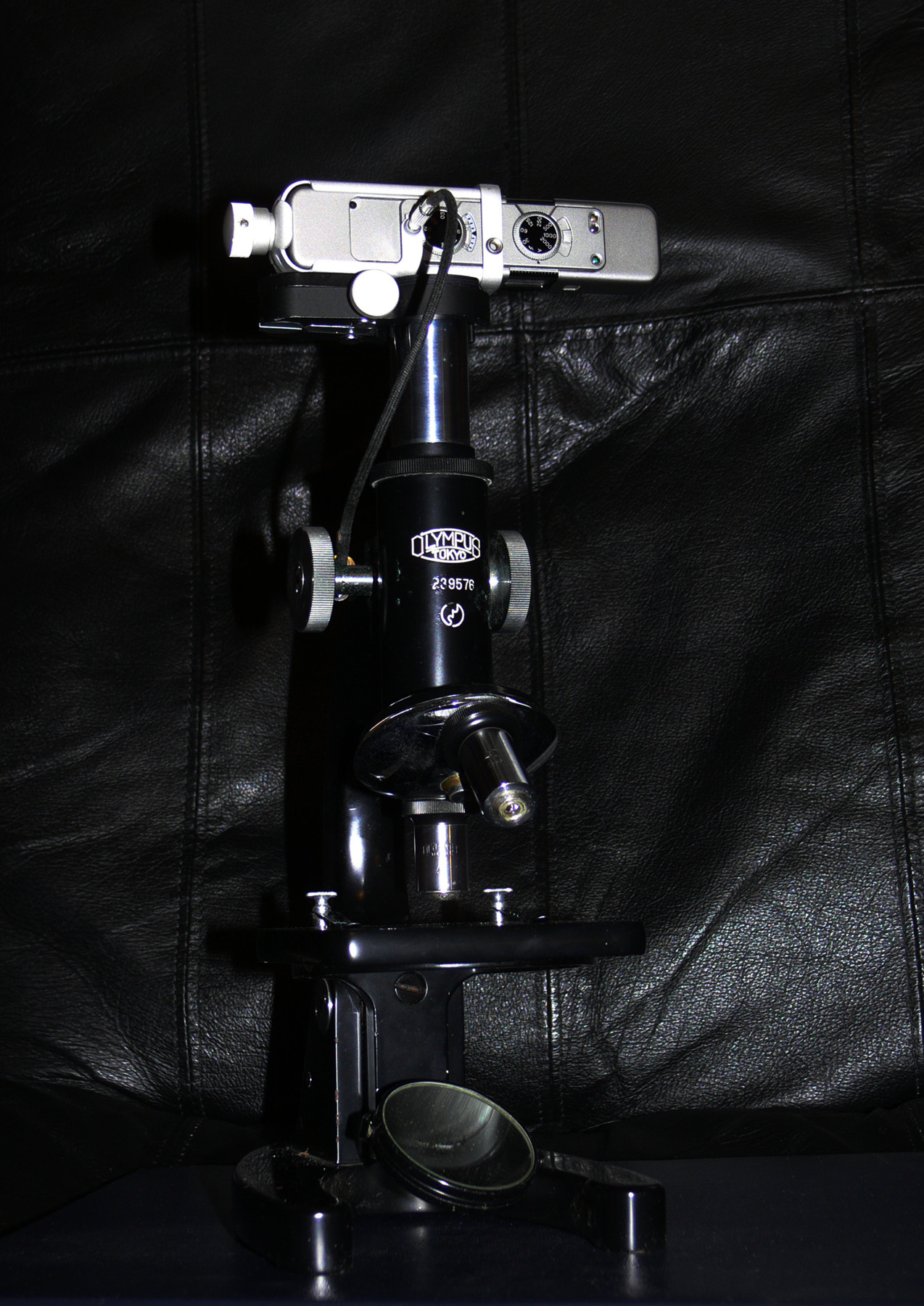
MINOX TLX 安装在显微镜的目镜上

将微型相机安装在显微镜的目镜上，可通过显微镜拍摄显微物体。先将显微镜光源调校，上下移动显微镜镜筒，使目镜中成像清晰，另用暴光表通过显微镜目镜测量亮度，选择微型相机的快门，再将微型相机安装在显微镜目镜上即可进行拍摄。

### 微型底片的冲洗

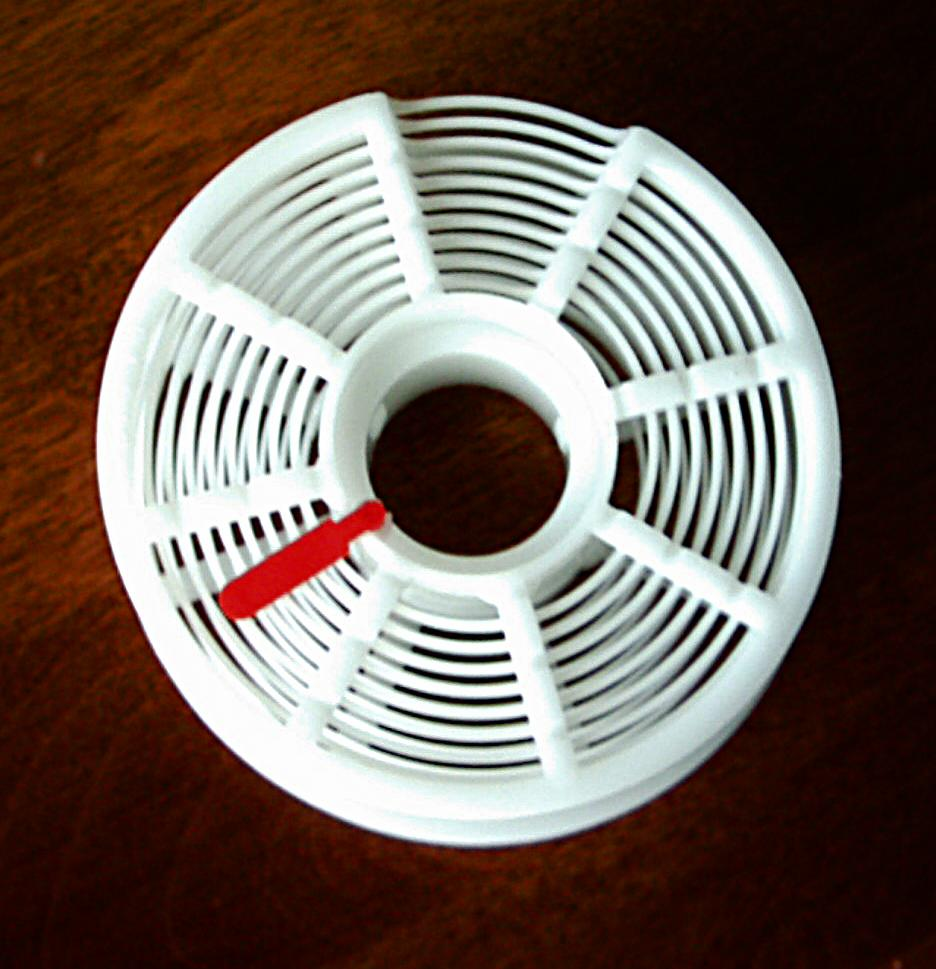
Jobo 16毫米螺旋卷盘

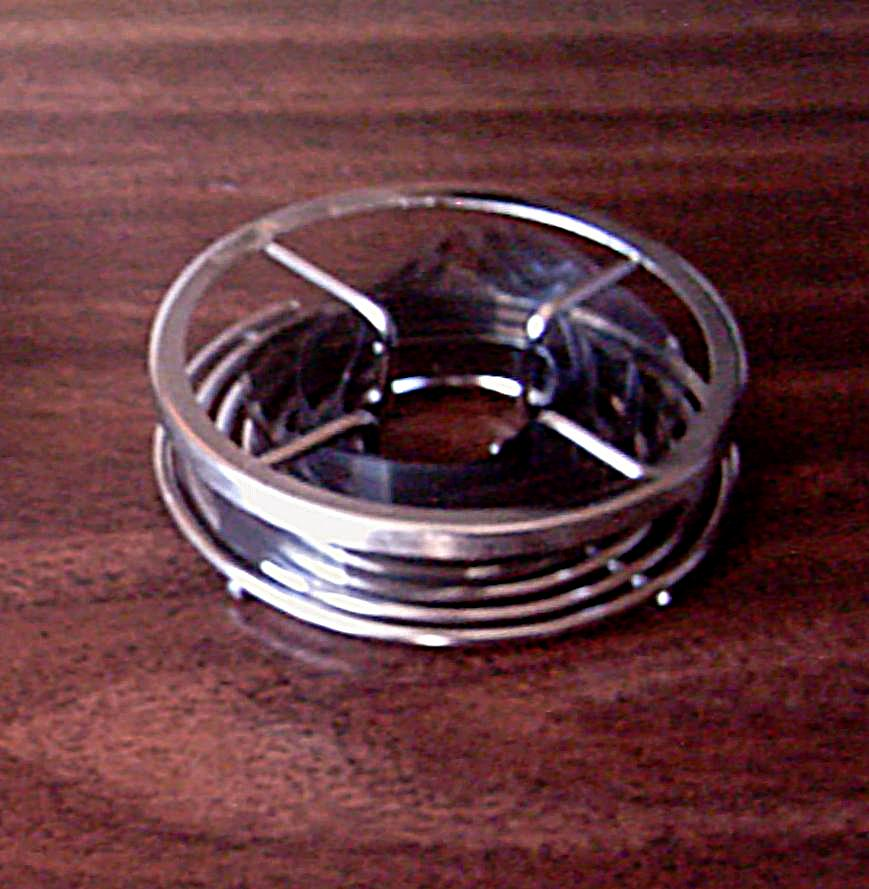
Nikor 16毫米不锈钢单边螺旋卷盘

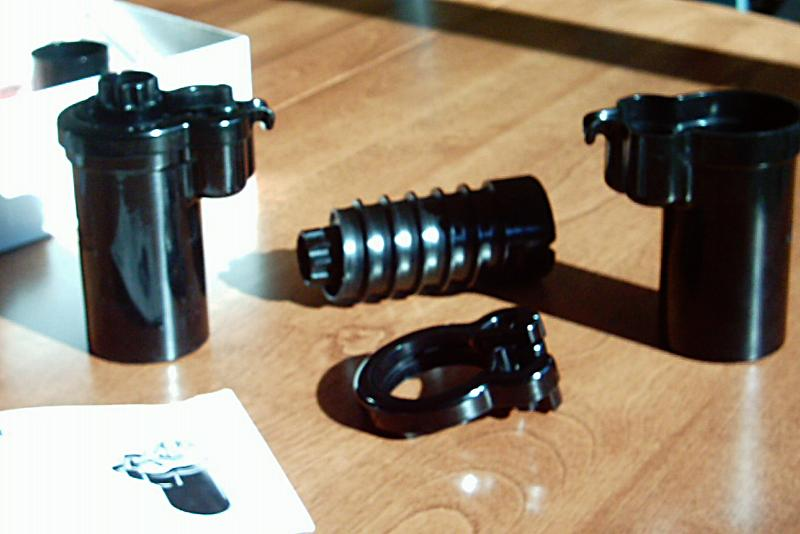
密诺斯微型相机日光冲洗罐

- 显影罐:冲洗微型照相机胶卷，可用特制的显影罐，例如冲洗密诺斯胶卷用密诺斯日光冲洗罐，冲洗16毫米胶卷用万能达日间显影罐；用这些显影罐不需要暗室[22]。
- 螺旋卷盘:也可以在暗室内将已拍摄的胶卷从胶卷合取出，小心地装入密诺斯8×11毫米螺旋卷盘或16毫米螺旋卷盘，放入显影罐，然后按照程序冲洗。暗室和用具都必须尽量无灰尘，因为同样的一粒灰尘在35毫米底片上也许不明显，但是微型底片放大倍数是35毫米底片的2至3倍，任何灰尘都会太显著。

彩色胶卷用C41或E6显影剂冲洗，黑白胶卷宜用微粒显影剂冲洗。暗室必须干净无灰尘，温度必须准确控制，配制显影液、定影液必须用蒸馏水，保障绝对无杂质。

### 放大
所有微型照相机拍摄的底片，都必须放大。放大到10厘米×15厘米可以存入相册，放大到20x25厘米以上，可以镶入镜框。
放大机可用普通35毫米放大机改装，但是必须换下用来放大35毫米底片的焦距为50毫米至60毫米的镜头，换成焦距为25毫的米放大镜头。有些放大机厂出售14×21毫米，12×17毫米，8×11毫米的金属制底片框；也可用黑纸剪裁出所需的底片框。
下表是各不同相幅底片，用25毫米放大机镜头、15毫米镜头，放大到20×25厘米时的放大率、放大机相距。
|   | 微型照相机 | 底片边长 | 放大倍数 | 25毫米放大镜头像距 | 密诺斯放大机像距 |
| - | ---------- | -------- | -------- | ------------------ | ---------------- |
| 1 | 特熙纳35型 | 14×21    | 15       | 40厘米             |                  |
| 2 | 爱迪飒16   | 12×17    | 17       | 45厘米             |                  |
| 3 | 密诺斯 B   | 8×11     | 25       | 65厘米             | 39厘米           |

由此可见，焦距=25毫米的放大机镜头，适用于特熙纳35和爱迪飒16拍摄的底片，因为放大机镜头只需离放大机底板40-45厘米，而对于密诺斯微型照相机的8×11毫米底片，25毫米放大机镜头必须离放大机底板65厘米，勉强可用；最好用特制配15毫米镜头的密诺斯放大机，放大机镜头只需离放大机底板39厘米。